# Liga ACT 2013
La temporada 2013 de la Liga ACT (conocida como Liga San Miguel por motivos de patrocinio) es la undécima edición de la competición de traineras organizada por la Asociación de Clubes de Traineras. Compiten 12 equipos encuadrados en un único grupo. La temporada regular comenzó el 16 de junio en Barcelona y terminó el 25 de agosto en Castro-Urdiales (Cantabria). Posteriormente, se disputaron los play-off para el descenso a la Liga ARC o a la Liga LGT.

## Sistema de competición
La competición consta de tres tipos de regatas:
- Regatas puntuables: computan para la clasificación de la liga y todos los clubes deben participar en ellas.
- Regatas no puntuables: no computan para la clasificación de la liga y los clubes pueden no participar en ellas mediando causa justificada. En la temporada 2013, no hubo regatas de este tipo.
- Regatas de play-off: se disputan 2 regatas en la que participan el clasificado en undécimo lugar al finalizar y dos representantes de la Liga ARC y otros dos de la LGT. El clasificado en último lugar, desciende directamente.

En esta edición se disputaron 19 banderas durante la temporada regular y dos regatas de play-off. Todos los integrantes de la Liga ACT disputan las regatas puntuables excepto las dos últimas ya que éstas coinciden con el desarrollo de los play-off. En estas dos últimas regatas no participan los siguientes clasificados: el último, que desciende directamente a las ligas ARC o LGT, y los clasificados en los puestos noveno y décimo; el penúltimo clasificado rema en la tanda de los play-off por lo que estas banderas solo las disputan los ocho primeros clasificados tras la disputa de las 17 primeras regatas. 

## Calendario

### Temporada regular
Las siguientes regatas tuvieron lugar en 2013.
| Orden | Regata                                                     | Fecha            | Hora  | Localidad            | Provincia  |
| ----- | ---------------------------------------------------------- | ---------------- | ----- | -------------------- | ---------- |
| 1     | Bandera Euskadi Basque Country                             | 16 de junio      | 12:00 | Barcelona            | Barcelona  |
| 2     | I Bandera La Caixa                                         | 29 de junio      | 18:00 | Laredo               | Cantabria  |
| 3     | VI Bandera Ambilamp                                        | 30 de junio      | 12:00 | Portugalete          | Vizcaya    |
| 4     | Bandera Nauta Sangenjo                                     | 6 de julio       | 18:00 | Sangenjo             | Pontevedra |
| 5     | XXXI Bandera Concejo de Moaña - III Gran Premio Fandicosta | 7 de julio       | 12:00 | Moaña                | Pontevedra |
| 6     | VIII Bandera Marina de Cudeyo-Gran Premio Dynasol          | 13 de julio      | 19:00 | Pedreña              | Cantabria  |
| 7     | II Bandera Eusko Label                                     | 14 de julio      | 12:00 | San Sebastián        | Guipúzcoa  |
| 8     | IV Bandera Iberdrola                                       | 20 de julio      | 18:00 | Pasajes de San Juan  | Guipúzcoa  |
| 9     | XXII Bandera de Orio - Orio Kanpina                        | 21 de julio      | 12:00 | Orio                 | Guipúzcoa  |
| 10    | XXXV Bandera de Guecho                                     | 27 de julio      | 18:00 | Guecho               | Vizcaya    |
| 11    | XXVIII Bandera de Zumaya                                   | 28 de julio      | 12:00 | Zumaya               | Guipúzcoa  |
| 12    | XXVI Bandera de Fuenterrabía - Gran Premio Mapfre          | 10 de agosto     | 18:00 | Fuenterrabía         | Guipúzcoa  |
| 13    | III Bandera Autoridad Portuaria de Pasajes                 | 11 de agosto     | 12:00 | Pasajes de San Pedro | Guipúzcoa  |
| 14    | XXXVI Bandera de Zarauz (jornada 1)                        | 17 de agosto     | 18:00 | Zarauz               | Guipúzcoa  |
| 15    | XXXVI Bandera de Zarauz (jornada 2)                        | 18 de agosto     | 12:00 | Zarauz               | Guipúzcoa  |
| 16    | XXXII Bandera Noble Villa de Portugalete                   | 24 de agosto     | 18:00 | Portugalete          | Vizcaya    |
| 17    | XV Bandera Flaviobriga                                     | 25 de agosto     | 12:00 | Castro-Urdiales      | Cantabria  |
| 18    | XXX Bandera Villa de Bermeo                                | 14 de septiembre | 18:30 | Bermeo               | Vizcaya    |
| 19    | XXXIX Bandera El Corte Inglés                              | 15 de septiembre | 12:30 | Portugalete          | Vizcaya    |

### Play-off de ascenso a Liga ACT
Los play-off de ascenso se disputan como tanda aparte en las banderas de Bermeo y El Corte Inglés.
| Orden | Regata      | Fecha         | Hora  | Provincia |
| ----- | ----------- | ------------- | ----- | --------- |
| 1     | Bermeo      | 14 septiembre | 18:00 | Vizcaya   |
| 2     | Portugalete | 15 septiembre | 12:00 | Vizcaya   |

## Traineras participantes
| Equipo               | Nombre de la Trainera | Localidad                  | Provincia  |
| -------------------- | --------------------- | -------------------------- | ---------- |
| Tirán Pereira        | Ruly                  | Tirán (Moaña)              | Pontevedra |
| Astillero            | San José XIV          | El Astillero               | Cantabria  |
| Pedreña              | Seve Ballesteros      | Pedreña (Marina de Cudeyo) | Cantabria  |
| Castro               | La Marinera           | Castro-Urdiales            | Cantabria  |
| Portugalete-Eulen    | Jarrillera            | Portugalete                | Vizcaya    |
| Kaiku-Ambilamp       | Bizkaitarra           | Sestao                     | Vizcaya    |
| Urdaibai-Umpro Avia  | Bou Bizkaia           | Bermeo                     | Vizcaya    |
| Zumaia-Altuna y Uria | Telmo Deun            | Zumaya                     | Guipúzcoa  |
| Orio-Babyauto        | Txiki                 | Orio                       | Guipúzcoa  |
| San Pedro-Ecolmare   | Libia                 | Pasajes                    | Guipúzcoa  |
| San Juan-Iberdrola   | San Juan              | Pasajes                    | Guipúzcoa  |
| Hondarribia-Orsa     | Ama Guadalupekoa      | Fuenterrabía               | Guipúzcoa  |

 Los clubes participantes están ordenados geográficamente, de oeste a este 

### Equipos por provincia
| Provincia  | N. | Equipos                                                                         |
| ---------- | -- | ------------------------------------------------------------------------------- |
| Guipúzcoa  | 5  | Hondarribia-Orsa, Orio-Babyauto, San Juan-Iberdrola, San Pedro-Ecolmare, Zumaia |
| Vizcaya    | 3  | Kaiku-Ambilamp, Portugalete-Eulen, Urdaibai-Umpro Avia                          |
| Cantabria  | 3  | Astillero, Castro, Pedreña                                                      |
| Pontevedra | 1  | Tirán Pereira                                                                   |

### Ascensos y descensos
| Pos. | Ascendidos de Liga ARC 2012 |
| ---- | --------------------------- |
| 1.º  | Orio-Babyauto               |

| Pos. | Descendidos a Liga ARC 2013 |
| ---- | --------------------------- |
| 12º  | Zierbena-Bahías Vizcaya     |

     Ascenso después de play-off.

     Descenso directo ordinario.

     Descenso después de play-off.

## Clasificación
A continuación se recoge la clasificación en cada una de las regatas disputadas.
Los puntos se reparten entre los doce participantes en cada regata.
| Posición | 1.º | 2.º | 3.º | 4.º | 5.º | 6.º | 7.º | 8.º | 9.º | 10.º | 11.º | 12.º |
| Puntos   | 12  | 11  | 10  | 9   | 8   | 7   | 6   | 5   | 4   | 3    | 2    | 1    |

| Pos. | Club                | Trainera         | 1 BCN | 2 CAX | 3 AMB | 4 SAN | 5 MOA | 6 CUD | 7 LAB | 8 IBE | 9 ORI | 10 GUE | 11 ZUM | 12 FUE | 13 PAS | 14 ZA1 | 15 ZA2 | 16 POR | 17 FLA | 18 BER | 19 ING | Puntos |
| ---- | ------------------- | ---------------- | ----- | ----- | ----- | ----- | ----- | ----- | ----- | ----- | ----- | ------ | ------ | ------ | ------ | ------ | ------ | ------ | ------ | ------ | ------ | ------ |
| 1    | Kaiku-Ambilamp      | Bizkaitarra      | 2     | 1     | 3     | 1     | 3     | 6     | 4     | 2     | 4     | 1      | 1      | 1      | 6      | 1      | 2      | 1      | 1      | 3      | 1      | 203    |
| 2    | Urdaibai-Umpro Avia | Bou Bizkaia      | 1     | 3     | 4     | 4     | 7     | 2     | 2     | 4     | 2     | 3      | 7      | 2      | 2      | 3      | 1      | 2      | 6      | 1      | 2      | 189    |
| 3    | Orio-Babyauto       | Txiki            | 3     | 2     | 2     | 2     | 9     | 1     | 3     | 1     | 3     | 2      | 6      | 4      | 1      | 4      | 3      | 7      | 5      | 4      | 6      | 179    |
| 4    | Hondarribia-Orsa    | Ama Guadalupekoa | 4     | 8     | 10    | 6     | 2     | 5     | 1     | 3     | 1     | 7      | 8      | 6      | 3      | 2      | 4      | 4      | 7      | 2      | 5      | 159    |
| 5    | Tirán Pereira       | Ruly             | 6     | 9     | 1     | 7     | 1     | 4     | 7     | 6     | 5     | 6      | 5      | 5      | 8      | 9      | 9      | 6      | 2      | 5      | 7      | 139    |
| 6    | Portugalete-Eulen   | Jarrillera       | 7     | 6     | 5     | 9     | 4     | 3     | 6     | 5     | 8     | 5      | 2      | 9      | 4      | 5      | 8      | 5      | 11     | 6      | 3      | 136    |
| 7    | San Juan-Iberdrola  | San Juan         | 8     | 4     | 8     | 3     | 8     | 8     | 9     | 8     | 6     | 4      | 4      | 7      | 7      | 8      | 6      | 3      | 4      | 7      | 4      | 131    |
| 8    | San Pedro-Ecolmare  | Libia            | 5     | 5     | 6     | 5     | 5     | 7     | 5     | 7     | 7     | 9      | 9      | 8      | 5      | 6      | 7      | 8      | 9      | 8      | 8      | 118    |
| 9    | Astillero           | San José XIV     | 9     | 7     | 11    | 8     | 6     | 9     | 8     | 10    | 9     | 8      | 3      | 3      | 10     | 7      | 5      | 9      | 3      | DNP    | DNP    | 96     |
| 10   | Pedreña             | Seve Ballesteros | 10    | 10    | 9     | 11    | 10    | 10    | 11    | 9     | 11    | 12     | 10     | 11     | 9      | 11     | 10     | 12     | 8      | DNP    | DNP    | 47     |
| 11   | Zumaia              | Telmo Deun       | 11    | 11    | 7     | 12    | 12    | 11    | 12    | 11    | 10    | 11     | 12     | 10     | 12     | 10     | 11     | 11     | 10     | DNP    | DNP    | 37     |
| 12   | Castro              | La Marinera      | 12    | 12    | 12    | 10    | 11    | 12    | 10    | 12    | 12    | 10     | 11     | 12     | 11     | 12     | 12     | 10     | 12     | DNP    | DNP    | 28     |

| Color     | Resultado                        |
| --------- | -------------------------------- |
| Oro       | Ganador                          |
| Plata     | Segundo                          |
| Bronce    | Tercero                          |
| Verde     | Puntuó                           |
| Sin color | DNP - Inscrito pero no participó |

### Play-off de ascenso a Liga ACT
Los puntos se reparten entre los cinco participantes en cada regata.
| Posición | 1.º | 2.º | 3.º | 4.º | 5.º |
| Puntos   | 5   | 4   | 3   | 2   | 1   |

| Pos. | Club                       | Trainera                                 | 1 BER | 2 POR | Puntos |
| ---- | -------------------------- | ---------------------------------------- | ----- | ----- | ------ |
| 1    | Zierbena-Bahías de Bizkaia | Bahías de Bizkaia                        | 1     | 1     | 10     |
| 2    | Cabo da Cruz               | Archivo:Solid Solid red.svg Cabo da Cruz | 2     | 4     | 6      |
| 3    | Lekittarra-Elecnor         | Lekittarra                               | 5     | 2     | 5      |
| 4    | Samertolameu-Oversea       | A Terca                                  | 4     | 3     | 4      |
| 5    | Zumaia                     | Telmo Deun                               | 3     | 5     | 4      |